# Capricorne (constellation)
Capricornus
Pour les articles homonymes, voir Capricorne et Capricornus.
Le Capricorne, ou la Chèvre, est une constellation du zodiaque traversée par le Soleil du 19 janvier au 15 février. Dans l'ordre du zodiaque, la constellation se situe entre le Sagittaire à l'ouest et le Verseau à l'est.
Le Capricorne désigne également un signe du zodiaque correspondant au secteur de 30° de l'écliptique traversé par le Soleil du 22 décembre au 20 janvier.

## Nomenclature, histoire et mythologie

### En Mésopotamie

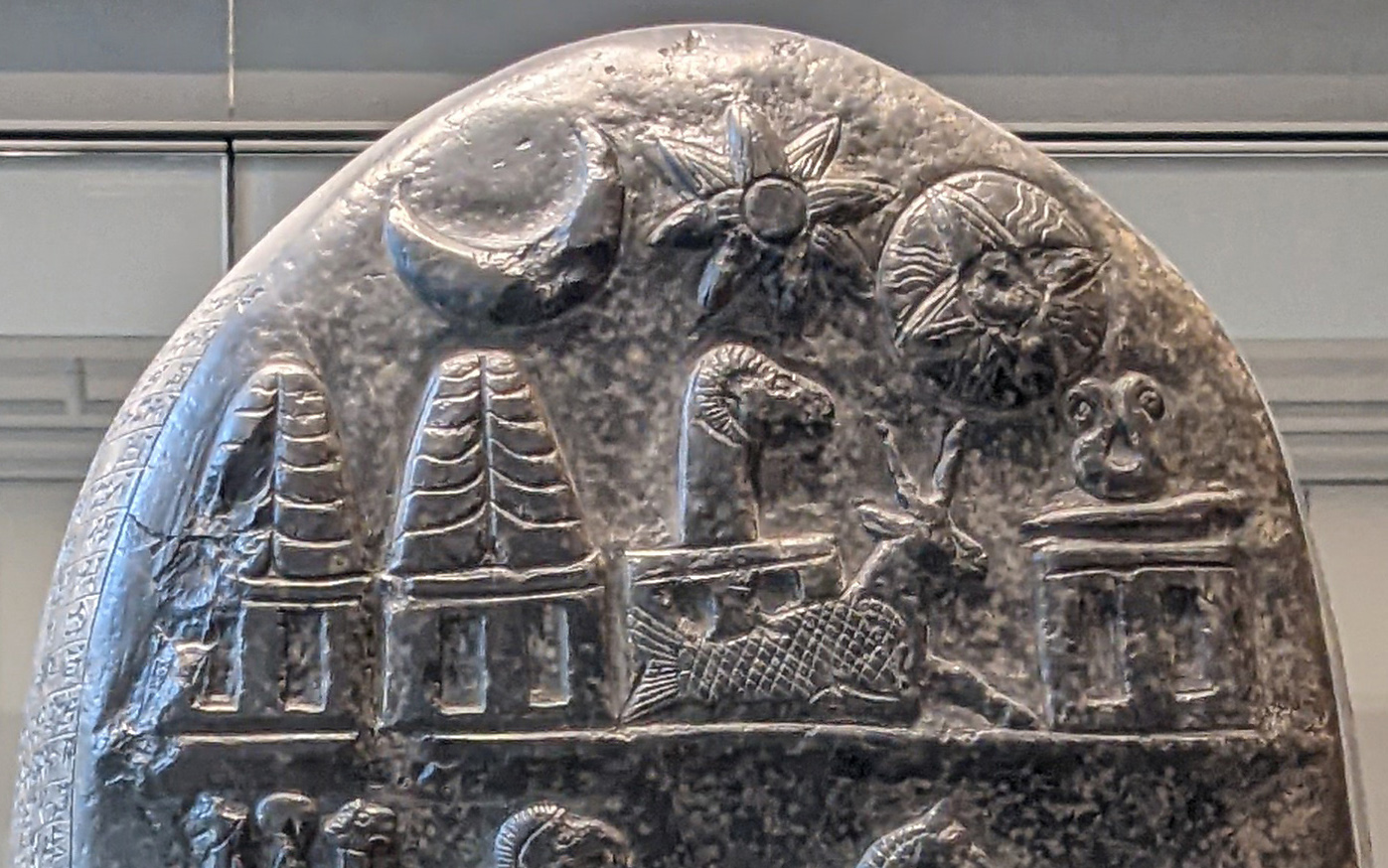
Kudurru de Meli-Shipak (entre 1186 et 1172 av. J.-C.), Musée du Louvre

Nous avons au départ le nom mul.MÁŠ, « la Chèvre » pour α Cap, cela sur un document daté vers 1450 av. J.-C.. On retrouve cette étoile sous le nom mul.SUḪUR.MÁŠ.ku6, littéralement « la Carpe-Chèvre » dans Série MUL.APIN, le premier traité d'astronomie mésopotamienne, découvert à Ninive dans la bibliothèque d'Assurbanipal et datant au plus tard de 627 av. J.-C.. Le nom est évocateur, puisqu'il renvoie à l'image familière de la figure du Capricorne, telle que nous la connaissons par les Grecs et les Latins.
Par la suite, c'est-à-dire au début du Ier millénaire av. J.-C., le ciel est organisé en constellations, c'est-à-dire que les étoiles sont désormais nommées par leur situation dans les figures célestes, et comme cela est attesté dans les fameux éphémérides qui s'étalent de 652 av. J.-C. à 61 de notre ère, SUḪUR.MÁŠ = suḫurmāšu, littéralement « la Carpe-chèvre » est désormais la figure dont nous avons déjà parlé dans laquelle β Cap est SI MÁŠ, « la Corne de la Chèvre ».

### En Grèce et à Rome
Les Grecs ont hérité de la figure mésopotamienne, dont ils ont repris l'image telle quelle, sous le nom de Αἰγόκερως, « Celui qui a deux cornes », attesté chez Euctémon, mais ils l'ont, comme il se doit, adapté à leur propre imaginaire. Ainsi, Ératosthène rapproche cette figure d'Égipan, Pan aux pieds de chèvre, dont il est l'enfant, frère de lait de Zeus grâce aux soin de la chèvre Amalthée, et dont la queue de poisson est une allusion au fait qu'il a découvert la conque de mer.

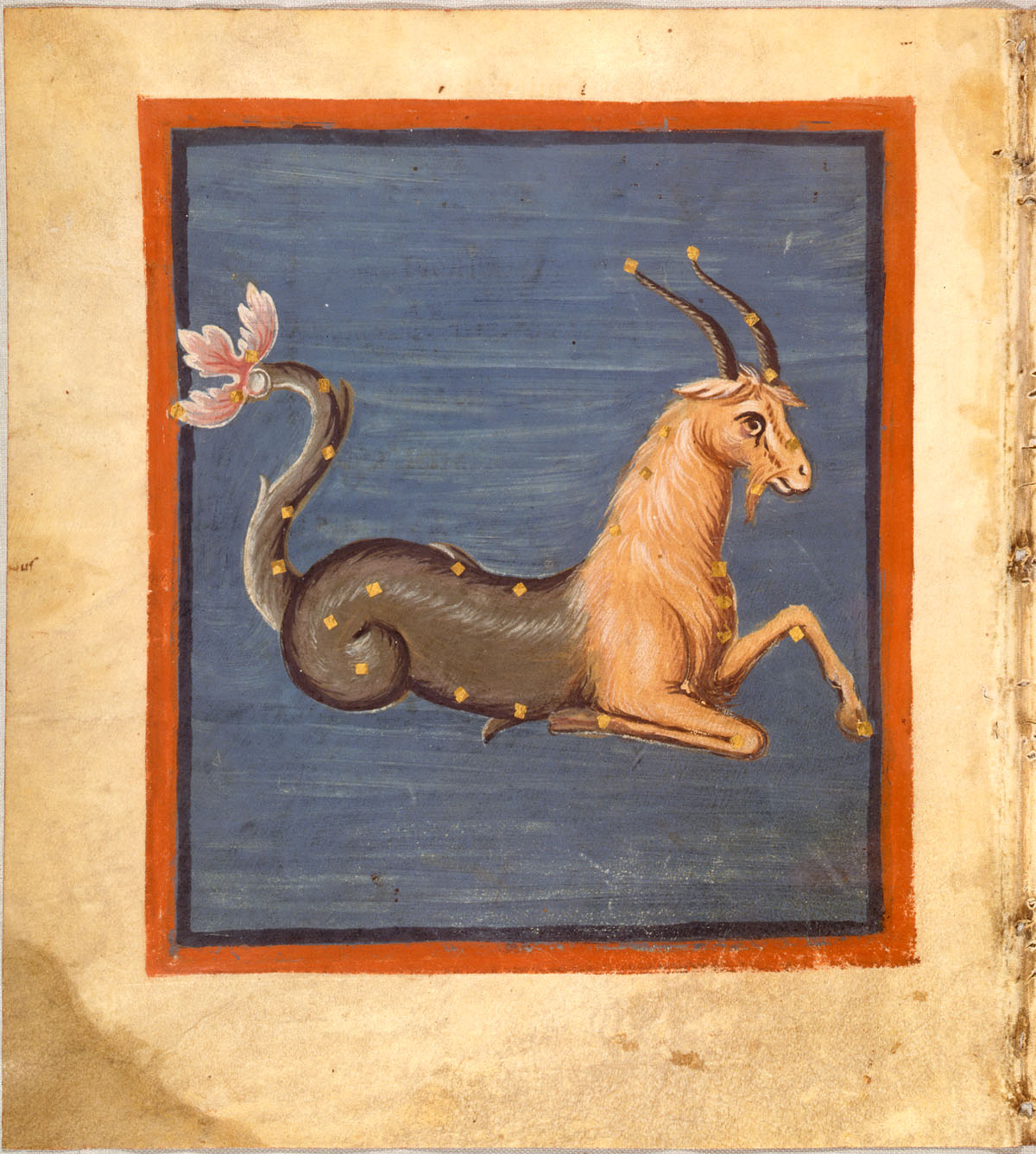
Capricornus dans une édition des Aratea de Germanicus d’époque carolingienne (ca. 830-840).

Les Latins ont rendu de plusieurs manières l'Αἰγόκερως grec. Le nom le plus fréquent est chez eux, à partir de Cicéron dans ses Aratea, c’est-à-dire sa version latine des Φαινόμενα d’Aratos, Capricornus, qui s’inspire du nom grec, mais ont aussi transcrit purement et simplement ce nom sous la forme Aegoceros. Plus rarement, a été employé Caper, qui se ressent d’une influence orientale, sachant que la constellation se dit en araméen גדיא Gadya, « le Chevreau », influence probablement venue par la large utilisation faite de ce qu’à côté de la Sphaera graecana, le philosophe  Nigidius Figulus, ami de Cicéron, nommait la Spheara barbarica, et dont les riches matériaux furent constemmant renouvelés par des apports réguliers de sources syriennes et mésopotamiennes,

### Chez les Arabes
Il convient de distinguer le ciel traditionnel arabe, qui comprend les manāzil al-qamar ou « stations lunaires », et ciel gréco-arabe, c'est-à-dire celui que les astronomes classiques ont repris des Grecs au IXe siècle de notre ère.
Le ciel arabe traditionnel comptait sur l'espace correspondant au Capricorne les deux premiers astérismes de la série nomme de dix astérismes nommées السعود al-Suᶜūd, « les Propices », dont les levers héliaques s'étalaient de la mi-janvier au début mars, soit la période des pluies (voir la constellation du Verseau pour davantage de détails), sachant que le premier de ces astérismes, formé par le couple αβ Cap et nommé سعد الذابح Saᶜd al-Ḏābiḥ, « la Propice du Sacrificateur », constitue la XXe les manāzil al-qamar.

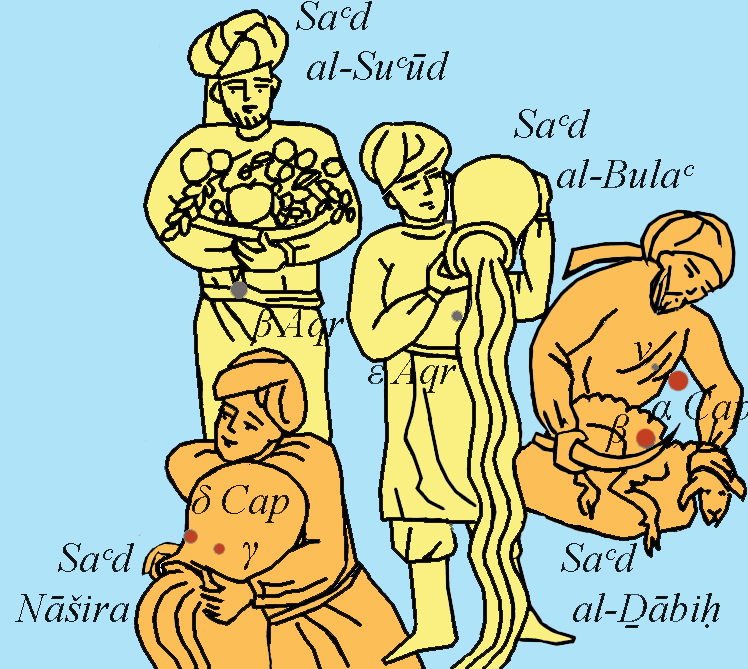
Le début de la série السعود al-Suᶜūd, « les Propices » dans le ciel arabe

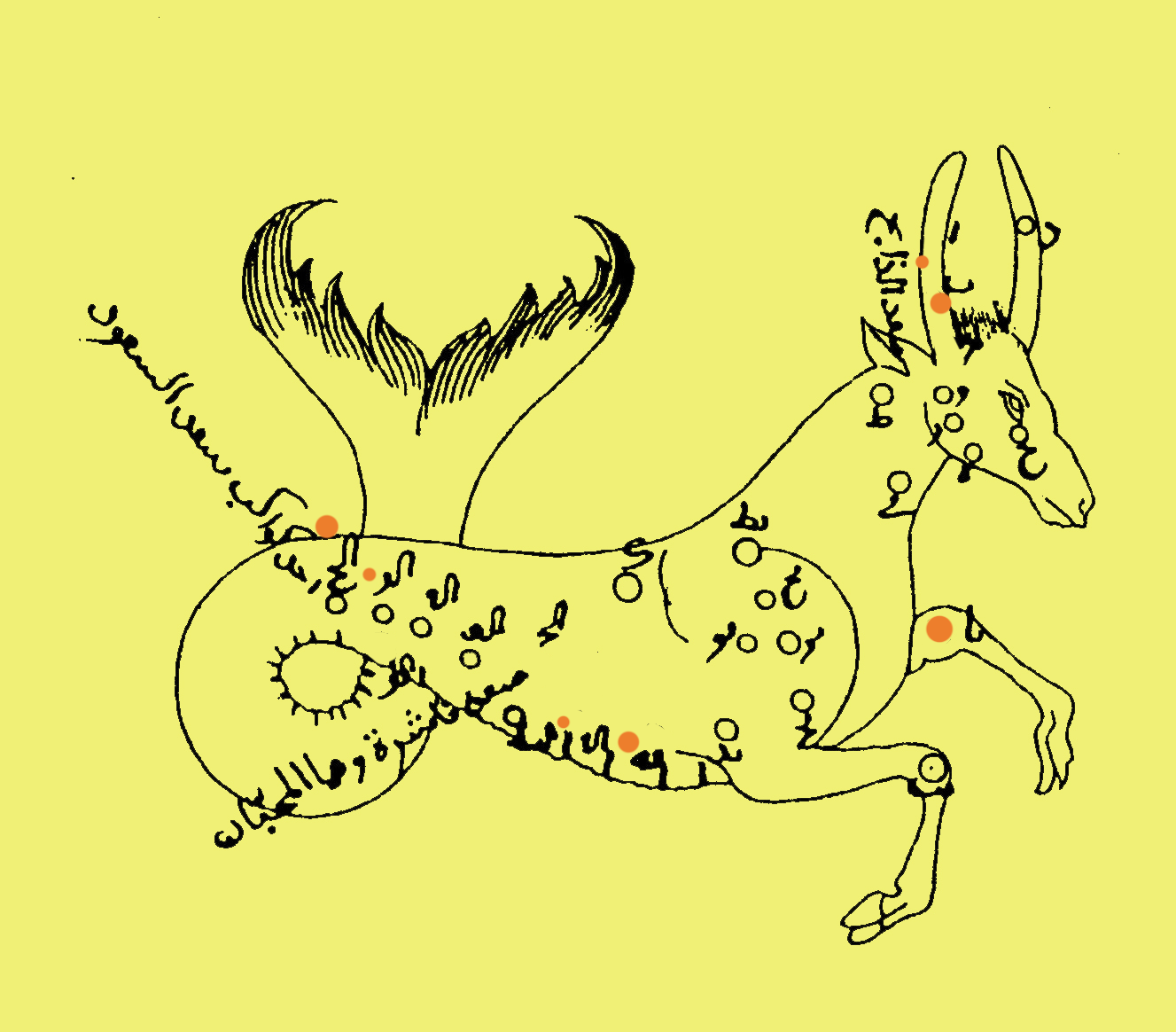
La figure deالجدي al-Ğady, « le Chevreau » dans une copie du traité de ᶜAbd al-Raḥmān al-Ṣūfī, 1606, Saint-Pétersbourg.

Quand les Arabes reprirent les constellations grecques, ils ont tout naturellement rendu Αἰγόκερως par الجدي al-Ğady, « le Chevreau ». Ils utilisaient en effet déjà cette appellation, héritée du nom babylonien de base époque MÁŠ = Uriṣu, « le Chevreau », et cela par l'intermédiaire de l'araméen Gadya, de même signification, comme nom du 9e signe du zodiaque, attesté dans l'horoscope de fondation de la ville de Baghdad en 762, ainsi que nous le rapporte l'érudit persan al-Bīrūnī.
Le patrimoine international des noms d'étoiles puise d'ailleurs à ces deux sources arabes.

### En Europe
Au Moyen Âge, les clercs latins connaissaient le nom Capricornus par les encyclopédies et les quelques manuscrits des Aratea, c’est-à-dire les versions latines des Φαινόμενα d’Aratos, à leur disposition, mais ils connurent dès l’an mil le nom arabe de cette figure. Nous lisons ainsi, chez Gérard de Crémone (ca. 1175) :  Stellatio Alcaucurus… & est Capricornus, qui reprend Isḥāq b. Ḥunayn : كوكب القوقارس ... وهو الجدي kawkab al-Qawqārus … wa huwwa al-Ğadī. À son époque, on ne lit pas encore le nom grec dans le texte, ce qui n’adviendra qu’à la Renaissance. Et l’on trouve par exemple, dans l’Uranometria de Johann Bayer (1603), une liste de noms connus dans les différentes langues, selon l’usage de l’époque : non seulement Αἰγόκερως, mais encore en particulier Arab. Algedi, Alcantarus, le premier nom étant la transcription de l’arabe الجدي al-Ğadī, soit le nom de cette figure dans le ciel arabe traditionnel, le second celle de l’arabe القوقارس al-Qawqārus, nom par lequel les Arabes ont rendu le nom grec de la constellation. Ces noms figurent encore dans plusieurs catalogues jusqu’à ce que la nomenclature approuvée en 1930 par l’Union astronomique internationale (UAI) ne chasse définitivement les appellations autres que Libra, à l’exception du grec Αἰγόκερως.

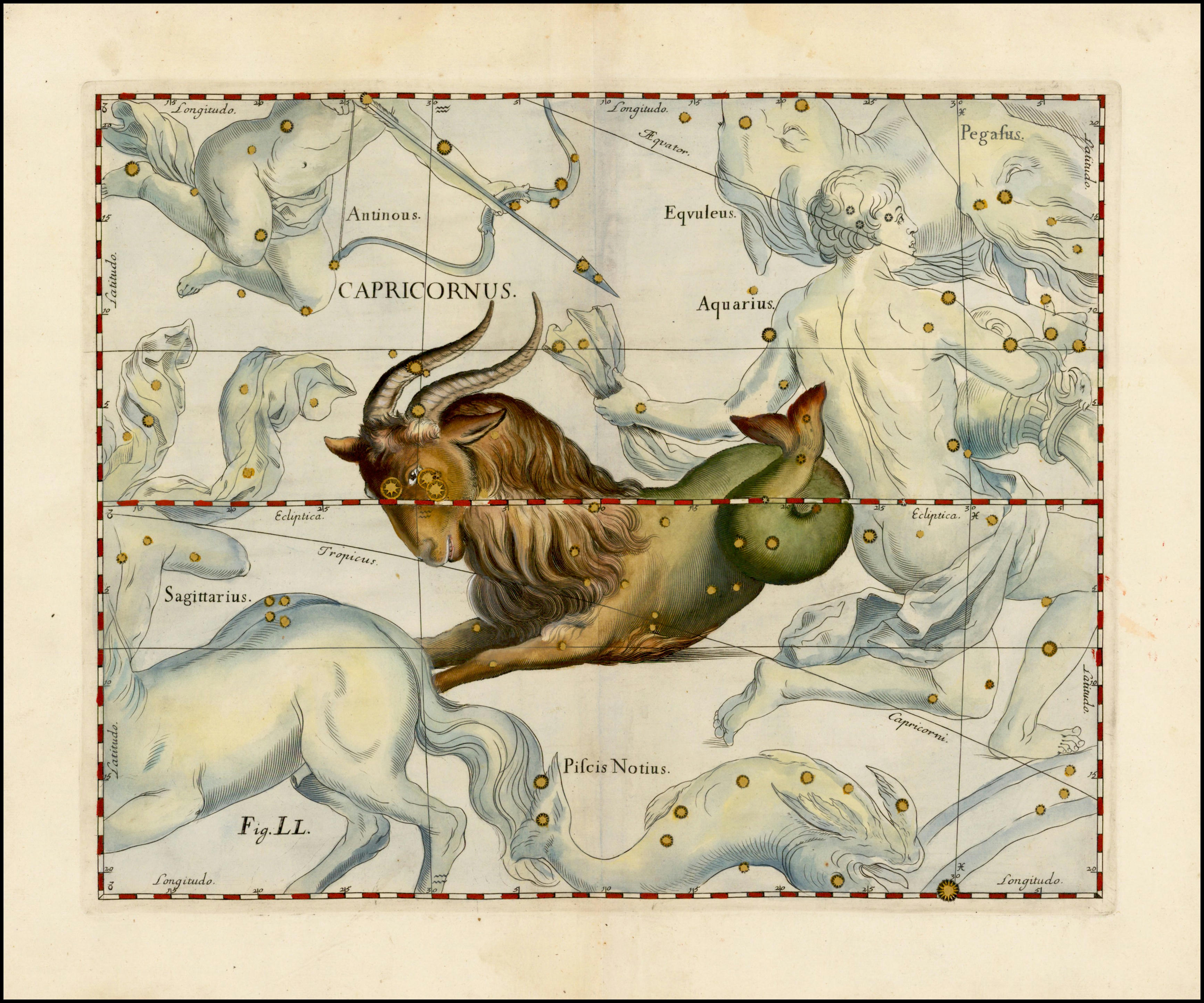
La figure de Capricornus chez Hevelius, Gdansk, 1687.

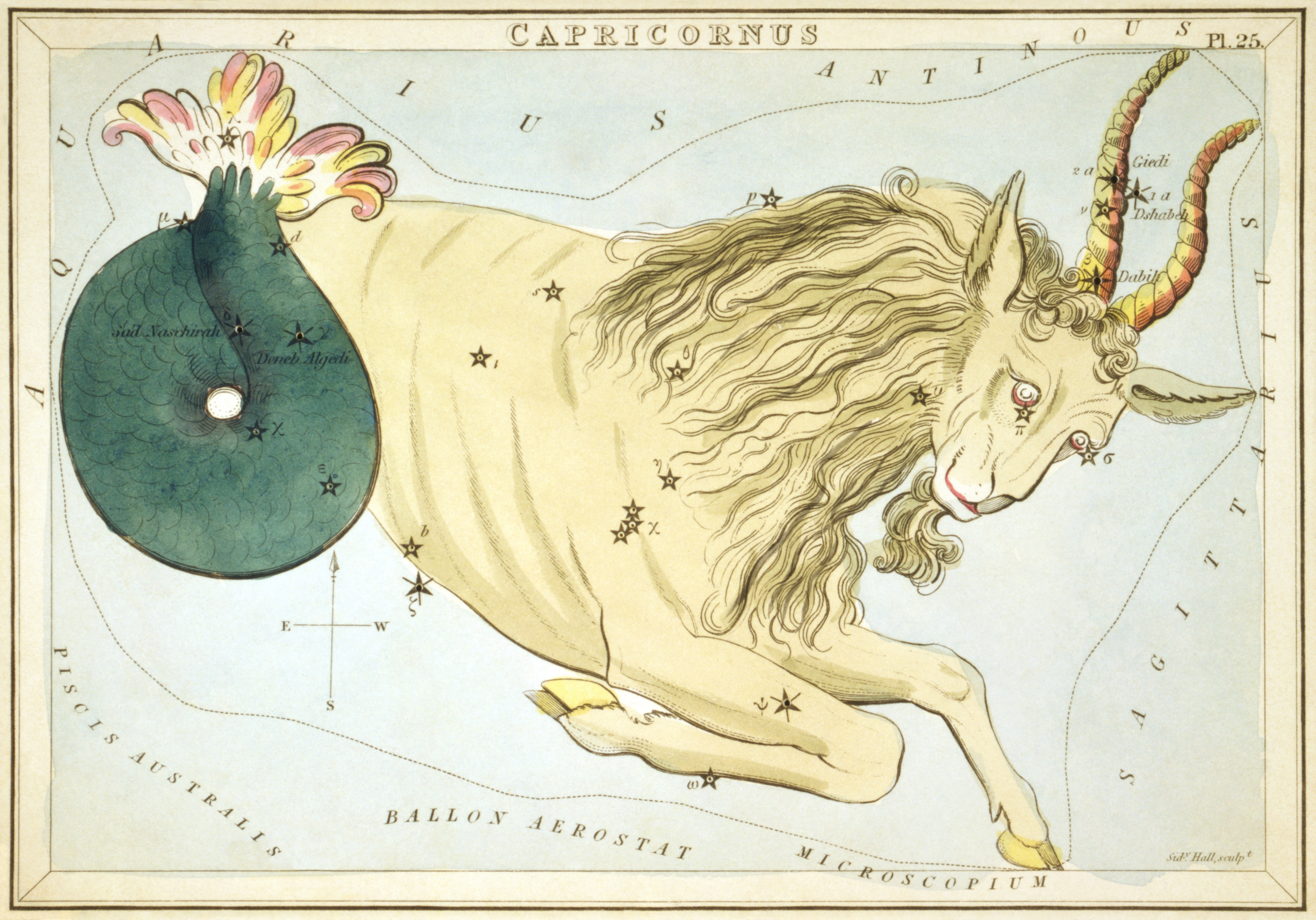
La figure de Capricornus dans l’Urania's Mirror, Londres, 1824.

### Bibliographie / Nomenclature

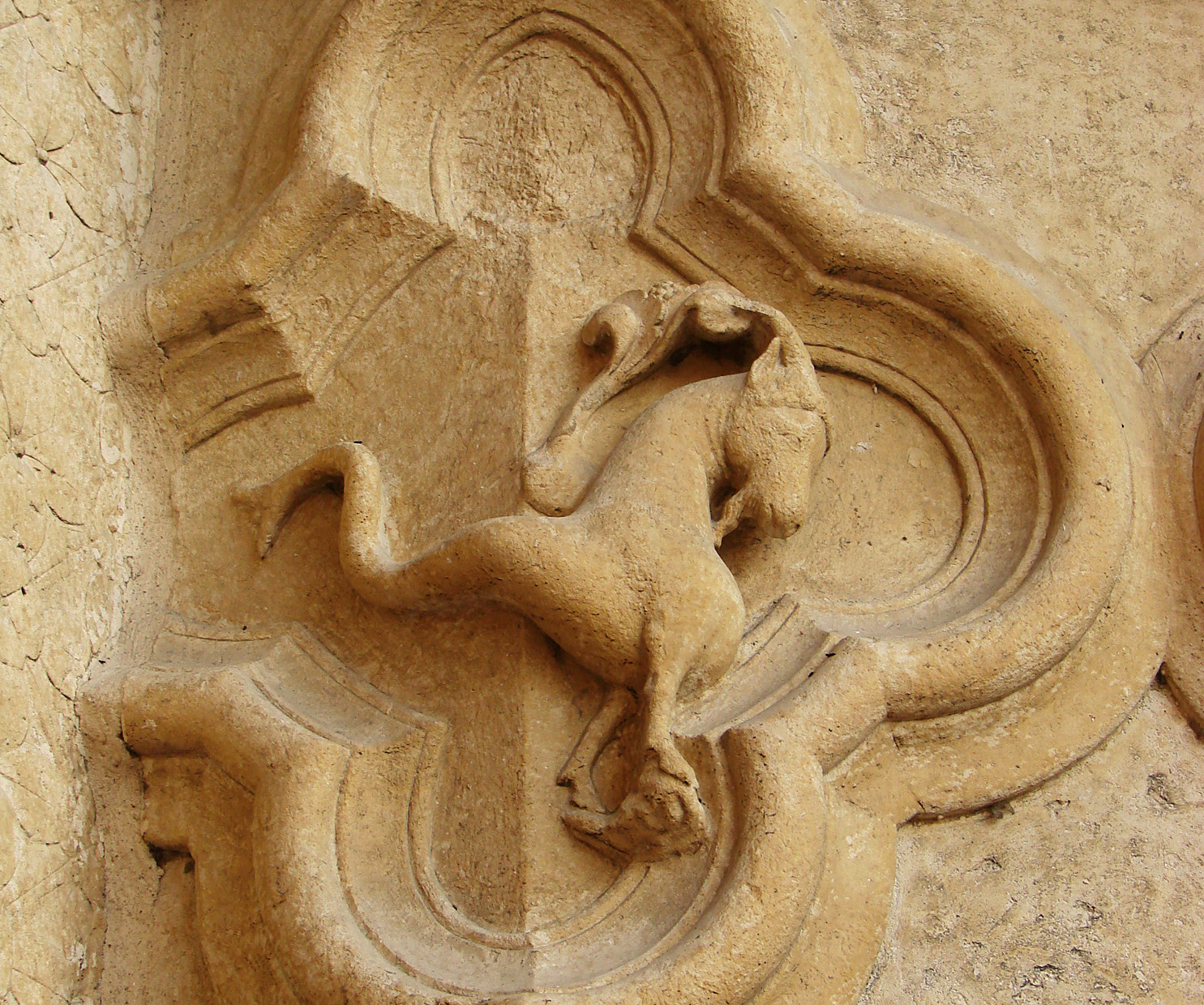
Le signe zodiacal du Capricorne sur le portail gauche de la façade de la cathédrale d'Amiens

## Observation des étoiles

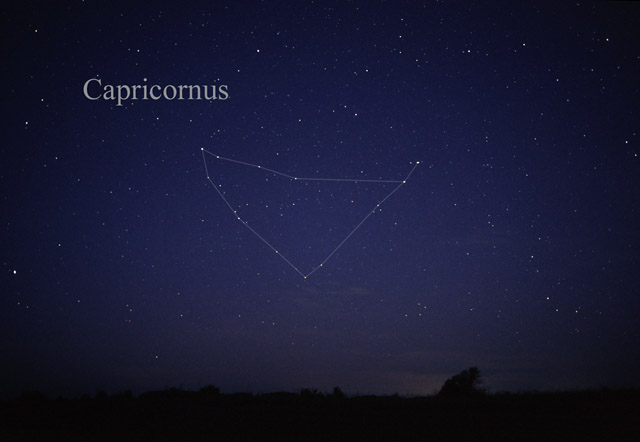
Constellation du Capricorne.

### Forme de la constellation

Visibilité nocturne de la constellation.